# کالج سلطنتی نیروی دریایی
کالج نیروی دریایی سلطنتی (انگلیسی: Old Royal Naval College) در واقع جزو میراث جهانی یونسکو در گرینویچ (ناحیه)، لندن است و مرکز تاریخ دریانوردی انگلستان به‌شمار می‌رود که توسط سازمان آموزشی، علمی و فرهنگی سازمان ملل متحد (یونسکو)؛ به عنوان یک مکان برجسته جهانی توصیف شده و به عنوان یکی از بهترین اماکن دراماتیک برگزاری کنسرت و سبک معماری و منظره‌ها در بریتانیاً شناخته شده است.

## منشأ بنای کالج
این مکان در ابتدا ساختمان دادگاه بلا بود که توسط همفری، دوک گلوستر ساخته شد، و متعاقباً پس از مصادره آن و ضمیمه کردن به کاخ پلانسیا توسط مارگارت آنژو همسر هنری ششم تغییر نام یافت و بعدها توسط هنری هفتم تجدید بنا شد و پس از آن بیشتر به کاخ گرینویچ معروف شد. به این ترتیب، این محل تولد پادشاهان تودور هنری هشتم، مری اول و الیزابت اول بود و معروف‌ترین کاخ مورد علاقه هنری هشتم بود. این کاخ در جریان جنگ داخلی انگلیس دچار خرابی شد. سرانجام در سال ۱۶۹۴ این کاخ، به استثنای ساختمان ناقص جان وب، تخریب شد.

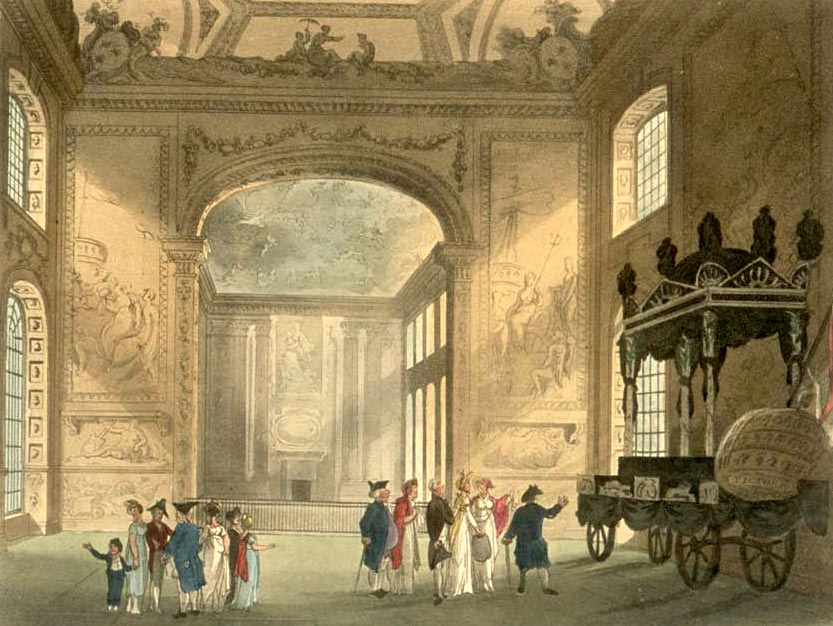
تالار نقاشی بیمارستان گرینویچ که توسط آگوستوس پوین و توماس روولاندون ترسیم شده است

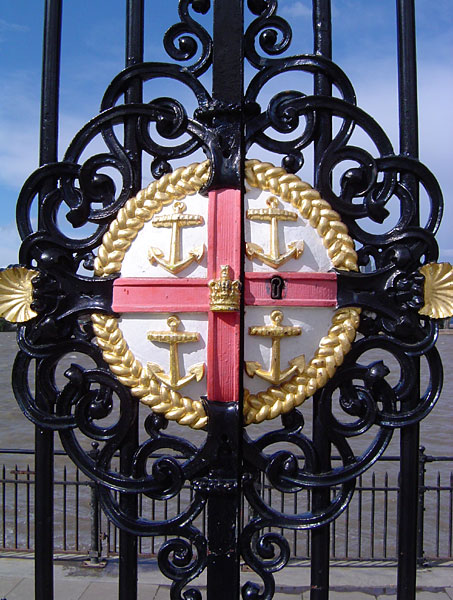
نشان بیمارستان سلطنتی روی دروازه واترگیت کالج نیروی دریایی سلطنتی

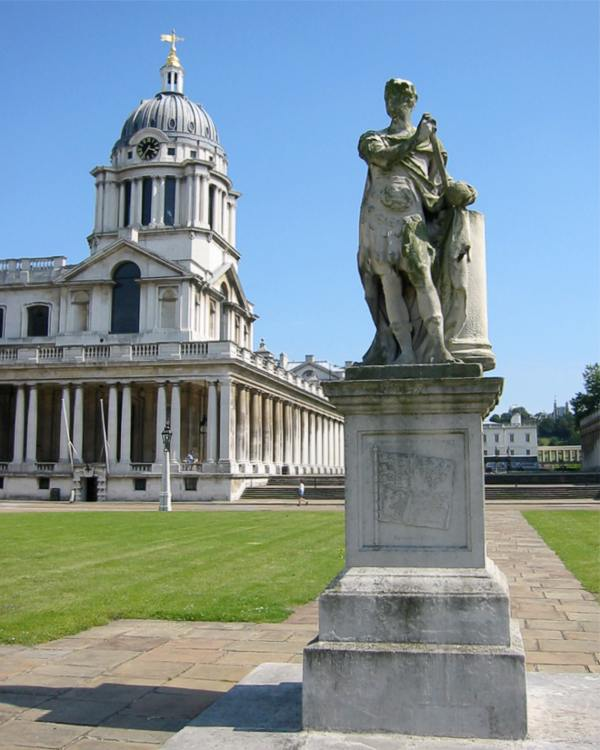
جورج دوم جان مایکل ریزبراک (۱۷۳۵) در میدان بزرگ بیمارستان گرینویچ

## نگارخانه

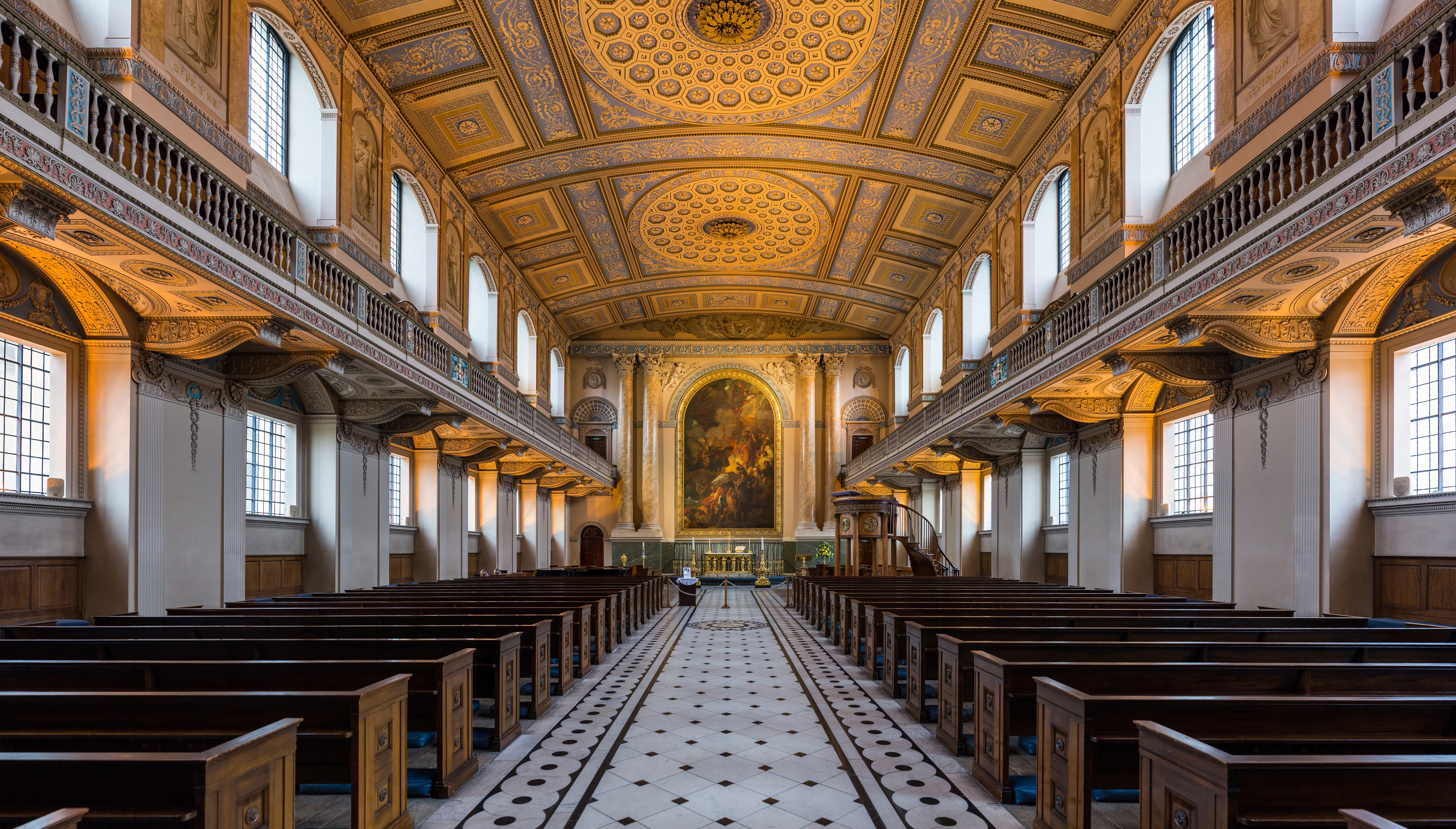
نمازخانه
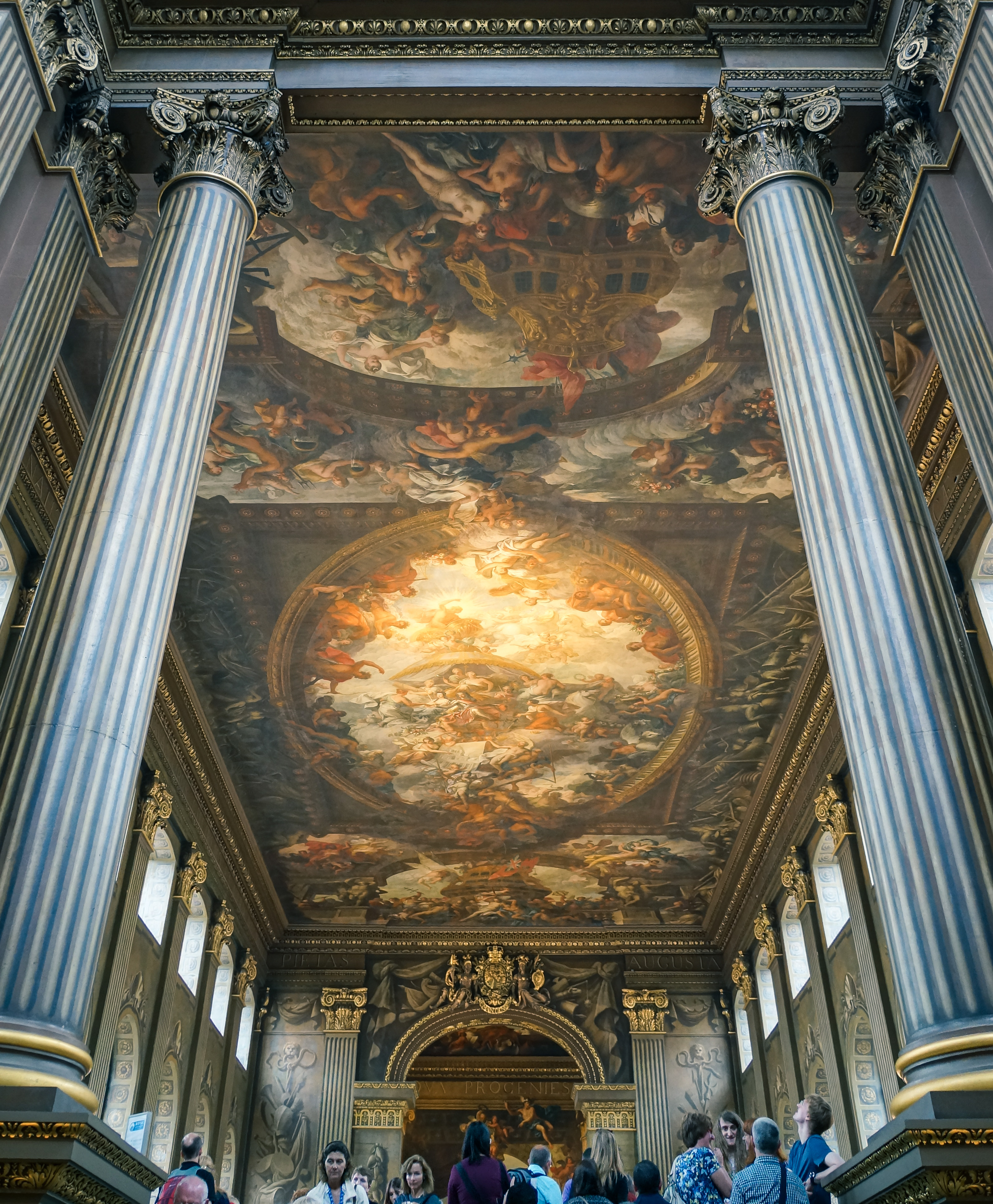
نقاشی سالن از سرسرا
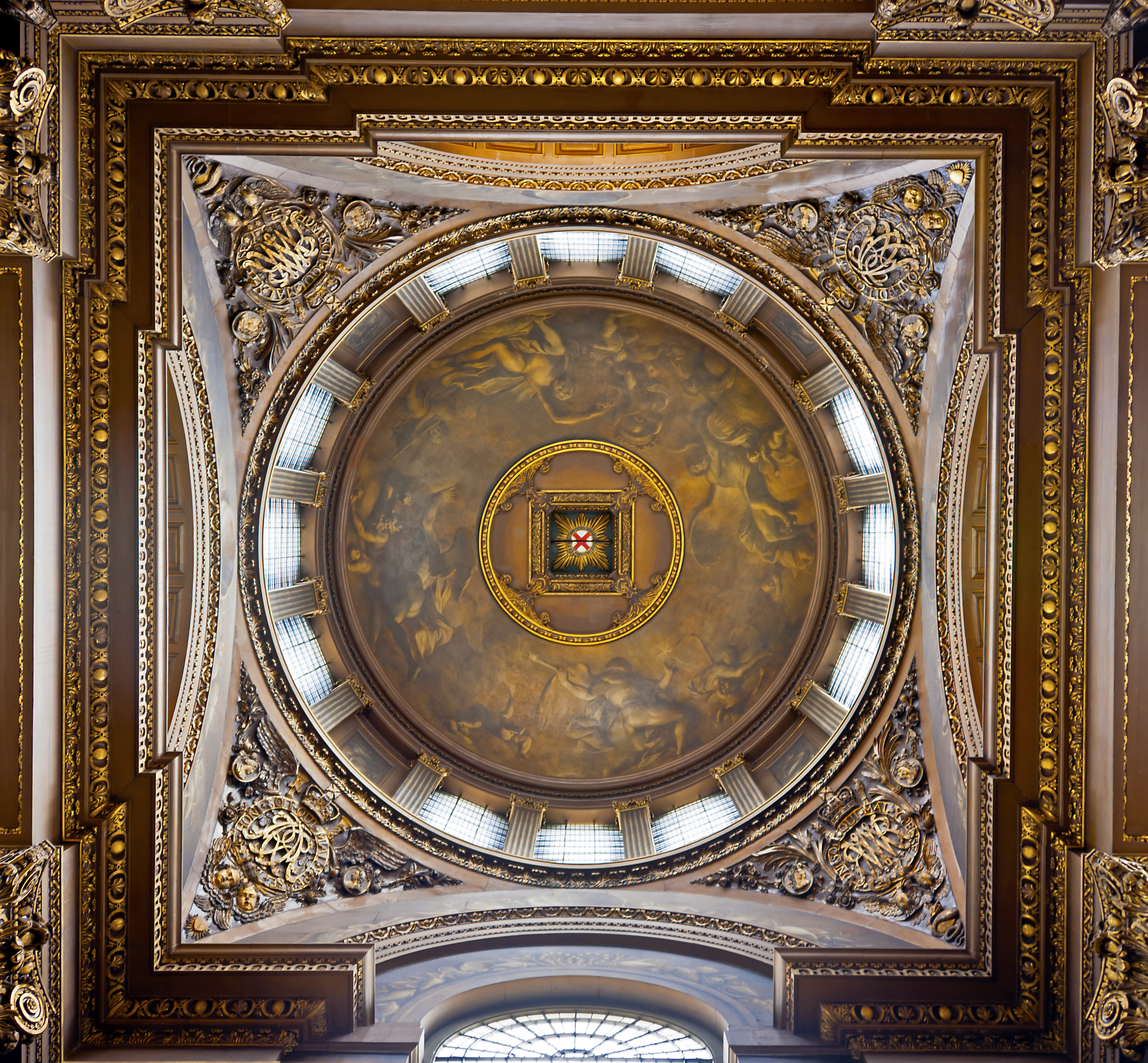
سقف سرسرا
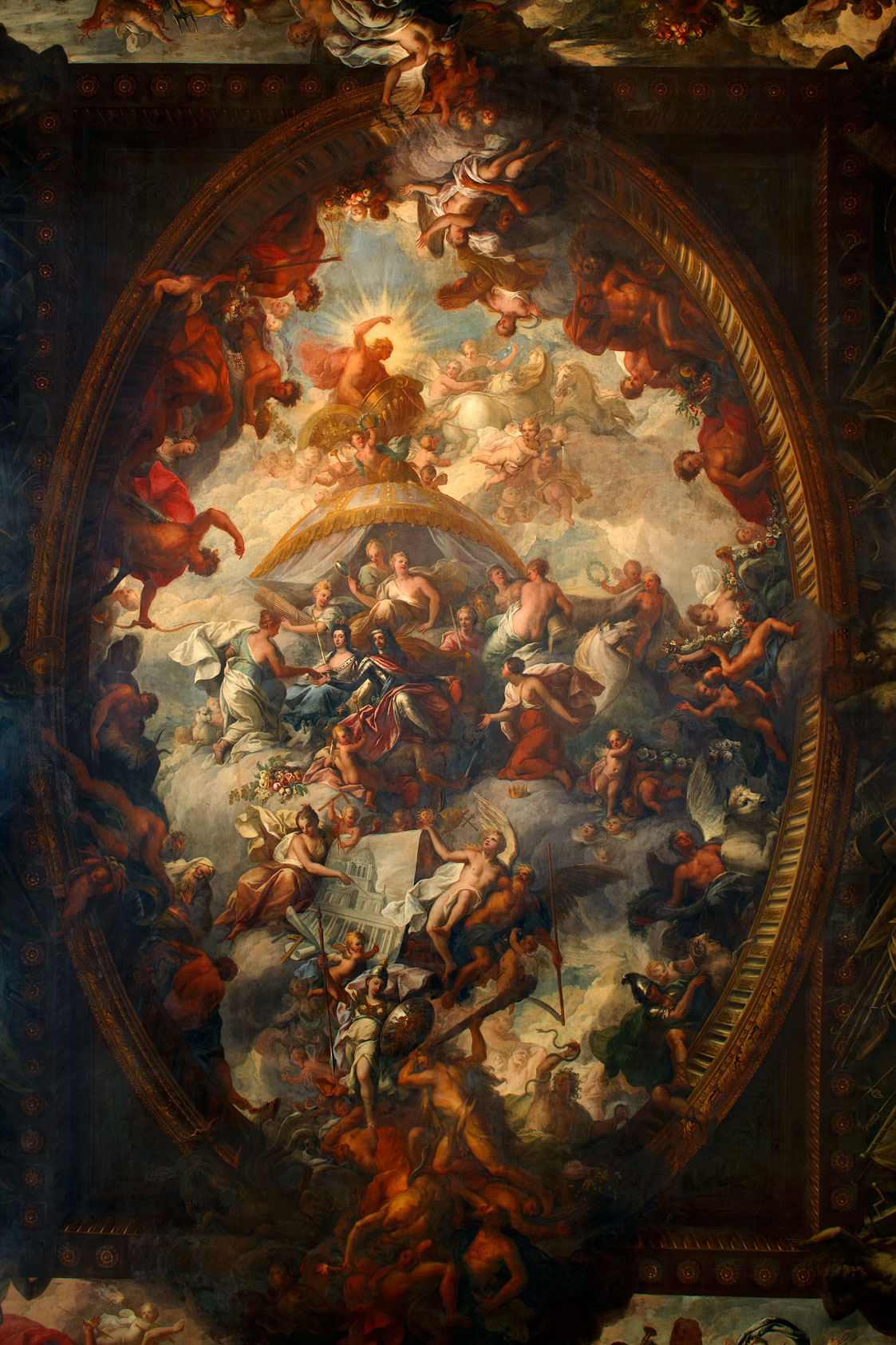
جزئیات سالن مرکزی بیضوی پایین
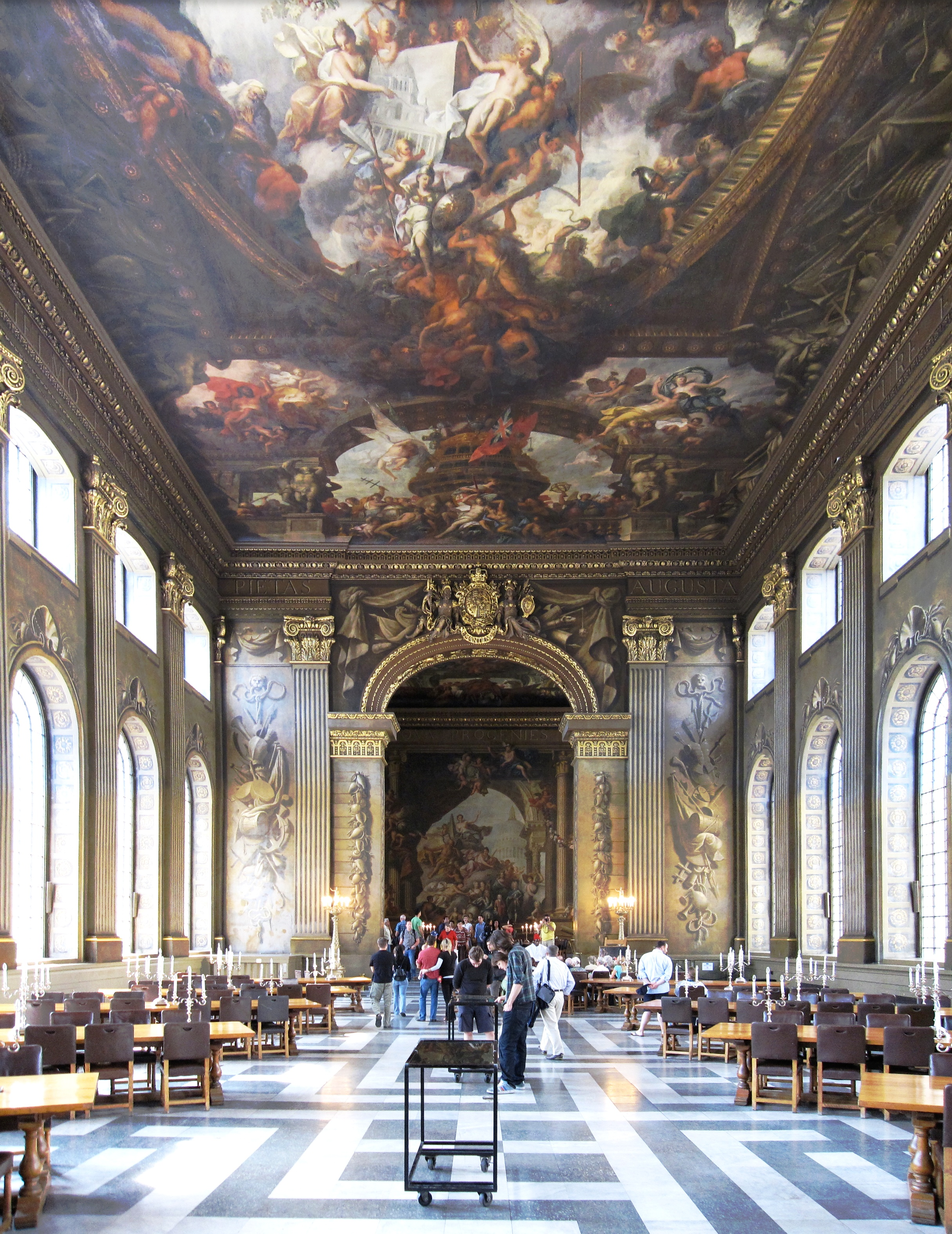
سالن پایین